# 佩尼亚什容塔什
佩尼亚什容塔什（葡萄牙語：Penhas Juntas）是葡萄牙布拉干萨区的一个堂区。总面积27.55平方公里，总人口265人，人口密度9.6人/平方公里。